# Mammillaria hamata
Mammillaria hamata là một loài thực vật có hoa trong họ Cactaceae. Loài này được Lehm. mô tả khoa học đầu tiên năm 1832.